# Gordon Miller Bourne Dobson
Gordon Miller Bourne Dobson, britanski fizik in meteorolog, * 25. februar 1889, † 11. marec 1976.
Po njem se imenuje Dobsonova enota, enota za merjenje atmosferskega ozona.

## Nagrade
- Rumfordova medalja